# Liste von Arzneibüchern
In den folgenden Tabellen wird eine Auswahl von halbamtlichen und amtlichen europäischen und US-amerikanischen Arzneibüchern (Pharmakopöen) aufgelistet.
Spezielle Arzneibücher zur Homöopathie sind in dieser Liste nicht berücksichtigt.

## Universelle Pharmacopoe
|  | Herausgeber – Kommentator                     | Titel | Verlag – Ort                        | Jahr                                                                                           |
|  | --------------------------------------------- | --- | ----------------------------------- | ---------------------------------------------------------------------------------------------- |
|  | Antoine-Jacques-Louis Jourdan                 | Pharmacopée universelle ou conspectus des Pharmacopées de … | J. B. Baillière – Paris             | 1828, Band I (Digitalisat), Band II (Digitalisat)                                              |
|  |                                               | | 2. Auflage. J. B. Baillière – Paris | 1840, Band I archive.org Band II archive.org                                                   |
|  |                                               | Pharmacopoea universalis oder übersichtliche Zusammenstellung der Pharmacopöen von Amsterdam, Antwerpen, Dublin, Edinburgh, Ferrara, Genf, London, Oldenburg, Würzburg … | Weimar                              | 1832, Band I, A–H Band II, I–Z                                                                 |
|  |                                               | The Pharmacopoeia universalis; or, complete Encyclopaedia of the Materia Medica, contained in …                                                                          | J. Robins – London                  | 1833 2 Bände                                                                                   |
|  | Philipp Lorenz Geiger und Karl Friedrich Mohr | Pharmacopoea universalis | Chr. Fr. Winter – Heidelberg        | 1845, Band I (Digitalisat), Band II (Digitalisat), Band III (Digitalisat)                      |
|  | Bruno Hirsch                                  | Universal-Pharmakopöe. Eine vergleichende Zusammenstellung der zur Zeit in Europa und Nordamerika gültigen Pharmacopöen                                                  | Vandenhoeck & Ruprecht – Göttingen  | 2. Auflage Band I 1888 (Digitalisat), Band II 1890 (Digitalisat)                               |
|  |                                               | Universal-Pharmakopöe. Eine vergleichende Zusammenstellung der zur Zeit in Europa, Nordamerika und Japan gültigen Pharmacopöen                                           | Vandenhoeck & Ruprecht – Göttingen  | 2. Völlig neu bearbeitete Auflage 1902 Band I (A–L) (Digitalisat), Band II (M–Z) (Digitalisat) |

## Armen- und Haus-Pharmacopoe
|               | Herausgeber – Kommentator                    | Titel | Verlag – Ort | Jahr |
| ------------- | -------------------------------------------- | --- | --- | --- |
|               | Michael Puff                                 | Büchlein von den ausgebrannten Wässern | Basierend auf handschriftlichen Fassungen aus der Mitte des 15. Jahrhunderts. Erstdruck Johann Bämler – Augsburg | 1477 2. Ausgabe 1478 (Digitalisat) |
|               | Hieronymus Brunschwig                        | Thesaurus Pauperum In: Liber de arte distillandi de compositis …, Buch V, Blatt 283r – 343r. Darin: Blatt 339r – 343r: Composita | Johann Grüninger – Straßburg                                                                                     | 1512 (Digitalisat)(Digitalisat) |
|               | Hieronymus Brunschwig und Michael Puff       | Apoteck für den gemeinen man der die ertzet zuersuchen am gut nicht vermügens / oder sonst in der not allweg nicht erraychen kan | Augsburg | 1529 (Digitalisat) |
|               |                                              | | | |
| London        |                                              | | | |
|               | Thomas Fuller (1654–1734)                    | Pharmacopoeia extemporanea, seu praescriptorum sylloge, in qua remediorum elegantium, et efficacium paradigmata ad omnes fere medendi intentiones accomodata candide proponuntur, una cum veribus, operandi ratione, dosibus in indicibus annexis | | London 1701, Rotterdam 1709, Amsterdam 1709 (Digitalisat), London 1710, 1714, Amsterdam 1717, London 1719, 1723, Amsterdam 1731, Lausanne 1737, Löwen 1752 (Digitalisat), Amsterdam 1761, Paris 1768 (Digitalisat), Venedig 1763 (Digitalisat) |
|               | Deutsche Übersetzung: Ph. E. Mahler          | Thomae Fulleri, Pharmacopoeia extemporanea, oder die sichere, vollständige und auserlesene Apotheke, worinnen mehr als tausend Hülfsmittel zu finden, die bey allen dem Menschen zustossenden Krankheiten, sicher und mit Nutzen gebraucht werden können. Zum Allgemeinen Besten derer, so auf dem Land und entfernten Orten wohnen, wegen dessen Vortrefflichkeit auf Verlangen aus dem Lateinischen in das Teutsche übersetzt | Johann Rudolf im Hof – Basel                                                                                     | 1750 (Digitalisat) |
|               |                                              | | | |
| Edinburgh     |                                              | | | |
|               |                                              | Pharmacopeia Pauperum, in usum Nosocomii Regii Edinburgensis | Hamilton, Balbour & Neill – Edinburgh                                                                            | 1759 (Digitalisat) |
|               |                                              | Pharmacopeia Pauperum, in usum Nosocomii Regii Edinburgensis | Fleischer – Frankfurt und Leipzig                                                                                | 1762 (Digitalisat) |
|               |                                              | | | |
| Nancy         |                                              | | | |
|               | M. Jadelot                                   | Pharmacopée des pauvres ou formules des médicamens les plus usuels dans le traitement des maladies du peuple | H. Haener - Nancy                                                                                                | 1784 (Digitalisat) |
|               |                                              | | | |
| Prag und Wien |                                              | | | |
|               | Joseph Gottfried Mikan (1742 – 1814) (Hrsg.) | Dispensatorium pauperum etc. | Schönfeld – Prag und Wien                                                                                        | 1783 (Digitalisat) |
|               | Joseph Gottfried Mikan (1742 – 1814) (Hrsg.) | Dispensatorium oder Arznei-Verzeichniß für Arme, zusammengetragen von der medizinischen Fakultät zu Prag | Schönfeld – Prag                                                                                                 | 1786 (Digitalisat) |
|               |                                              | | | |
| Berlin        |                                              | | | |
|               | Christoph Wilhelm Hufeland                   | Armen-Pharmakopöe entworfen für Berlin nebst der Nachricht von der daselbst errichteten Krankenanstalt für Arme in ihren Wohnungen | Realschulbuchhandlung – Berlin                                                                                   | 1810, 2. Auflage 1812, 3. Auflage 1818 (Digitalisat), 4. Auflage 1825 (Digitalisat), 5. Auflage 1828, 6. Auflage 1829, 7. Auflage 1832 archive.org, 8. Auflage 1837                                                                            |

## Militär-Pharmacopoe
|              | Herausgeber – Kommentator | Titel | Verlag – Ort                          | Jahr               |
| ------------ | ------------------------- | --- | ------------------------------------- | ------------------ |
| Österreich   |                           | |                                       |                    |
|              |                           | Pharmacopoea Austriaco . Castrensis. Ad Mandatum S.C.R. Apost. Majestatis                                      | Patzowsky – Wien                      | 1795 (Digitalisat) |
| „Vereinigte“ |                           | |                                       |                    |
|              |                           | Anselm Franz Strauss. Vereinigte Feld-Pharmacopoe mit beigefügten Tabellen. Pharmacopoeia castrensis conjuncta | Franz Varrentrapp – Frankfurt am Main | 1815 (Digitalisat) |

## Pharmacopoe nach Autorennamen
|                       | Herausgeber – Kommentator     | Titel | Verlag – Ort                            | Jahr               |
| --------------------- | ----------------------------- | --- | --------------------------------------- | ------------------ |
| Pharmacopoeia Bateana |                               | |                                         |                    |
|                       | George Bate und James Shipton | Pharmacopoeia Bateana : in qua octingenta circiter pharmaca, pleraque omnia e Praxi Georgii Batei … excerpta … | Janssonio-Waesbergios – Amsterdam       | 1688 (Digitalisat) |
|                       | George Bate und James Shipton | Pharmacopoeia Bateana : Quâ Nongenta Circiter Pharmaca, pleraq[ue] omnia è Praxi Georgii Batei Regi Carolo Secundo Medici Primarii excerpta, ordine alphabetico concisè exhibentur … | Dritte Auflage Smith & Walford – London | 1700 (Digitalisat) |
|                       | George Bate und James Shipton | Pharmacopoeia Bateana. Qua Nongenta circiter Pharmaca, pleraque omnia e Praxi Georgii Batei, Regi Carolo II. Medici Primarii excerpta, Ordine Alphabetico concise exhibentur, cum Viribus & Dosibus annexis : Quorum nonnulla in Laboratorio publico Pharmacopoeano Lond. fideliter parantur Venalia: Atque in Usu sunt hodierno apud Medicos Londinenses. Huic accesserunt Arcana Goddardiana, Item Orthotonia Medicorum Observata: Et Tabula Posologica, Dosibus Pharmacorum accomodata. Cum Indice Morborum, Curationum, &c. | Oehrling – Frankfurt am Main            | 1702 (Digitalisat) |
|                       |                               | |                                         |                    |
| Cordus-Liste          |                               | |                                         |                    |
|                       | Valerius Cordus               | Pharmacorum conficiendorum ratio. Vulgo vocant Dispensatorium … | Joh. Roigny – Paris                     | 1548 (Digitalisat) |
|                       |                               | Pharmacorum conficiendorum ratio. Vulgo vocant Dispensatorium … | Johann Daubman – Nürnberg               | 1551 (Digitalisat) |

## Pharmacopoe nach Städten und Stadt-Staaten

### Amsterdam
|  | Herausgeber – Kommentator | Titel | Verlag – Ort                  | Jahr               |
|  | ------------------------- | --- | ----------------------------- | ------------------ |
|  |                           | Pharmacopoea Amstelredamensis, Senatus Auctoritate munita, & regognita. Editio quarta                                                | Johann Blaeu – Amsterdam      | 1643 (Digitalisat) |
|  |                           | Pharmacopoea Amstelredamensis, in qua medicamenta, quae Amstelodami in usu sunt, artificiose praeparantur ut et eorum vires de doses | Cornelius Boutestein – Leiden | 1701 (Digitalisat) |

### Augsburg
|  | Herausgeber – Kommentator    | Titel | Verlag – Ort                | Jahr                                                                           |
|  | ---------------------------- | --- | --------------------------- | ------------------------------------------------------------------------------ |
|  | Adolf Occo                   | Pharmacopoeia seu medicamentarium pro Republica Augustana. Cui accessere simplicia omnia officinis nostris usitata, & annotationes in eadem et composita | Augsburg                    | 1573 (Digitalisat), 1574 (Digitalisat), 1581 (Digitalisat), 1597 (Digitalisat) |
|  |                              | Pharmacopoeia Augustana. Issu & auctoritate amplissimi Senatus. A Collegio Medico rursus recognita, nunc septimum in lucem emissa                        | Krugerus – Augsburg         | 1623 (Digitalisat)                                                             |
|  | Johann Zwelfer (Herausgeber) | Pharmacopoeia Augustana Reformata. Et eius Mantissa | Verhoeven – Augsburg        | 1653 (Digitalisat)                                                             |
|  | Lukas Schröck (Herausgeber)  | Pharmacopoeia Augustana Restituta | Augsburg                    | 1673 (Digitalisat)                                                             |
|  |                              | Pharmacopoeia Augustana Renovata et Appendice Denuo Aucta                                                                                                | Kroniger & Göbel – Augsburg | 1694 (Digitalisat)                                                             |
|  |                              | Pharmacopoeia Augustana Renovata, Revisa et Appendice aliquot Medicamentorum selectiorum aucta. Cum Sac. Caes. & Cathol. Majestatis Privilegio           | Jacob Lotter – Augsburg     | 1734 (Digitalisat)                                                             |

### Bremen
|  | Herausgeber – Kommentator                         | Titel                                                             | Verlag – Ort          | Jahr |
|  | ------------------------------------------------- | ----------------------------------------------------------------- | --------------------- | ---- |
|  | Gerhard Meier / Arnold Wienholt / Johann Heineken | Pharmacopoea in usum officinarum Reipublicae Bremensis conscripta | J. H. Cramer – Bremen | 1792 |

### Brüssel
|  | Herausgeber – Kommentator | Titel                                                                | Verlag – Ort             | Jahr               |
|  | ------------------------- | -------------------------------------------------------------------- | ------------------------ | ------------------ |
|  |                           | Pharmacopoeia Bruxellensis: Jussu Amplissimi Senatus edita           | Joh. Mommartus – Brüssel | 1641 (Digitalisat) |
|  |                           | Pharmacopoea Bruxellensis. Senatus authoritate munita. Editio altera | F. Foppens – Brüssel     | 1702 (Digitalisat) |

### Edinburgh
|  | Herausgeber – Kommentator | Titel | Verlag – Ort              | Jahr                                  |
|  | ------------------------- | --- | ------------------------- | ------------------------------------- |
|  |                           | Pharmacopoeia Collegii Regii Medicorum Edinburgensis. Secundum editionis Edinburgensis … | Göttingen                 | 1735 (Digitalisat) 1776 (Digitalisat) |
|  | Andrew Duncan jun.        | The Edinburgh new dispensatory : containing, I. The elements of pharmaceutical chemistry : II. The materia medica … : III. The pharmaceutical preparations and compositions : including complete and accurate translations of the octavo editionof the London pharmacopoeia, published in 1791 : Dublin pharmacopoeia, published in 1794 : and of the new edition of the Edinburgh pharmacopoeia, published in 1803 : illustrated and explained in the language and according to the priciples of modern chemistry : with many new and useful tables, and seveal copperplates, explaining the new system of chemical characters, and representing the most useful pharmaceutical apparatus | Isaiah Thomas – Worcester | 1805 archive.org                      |

### Hannover
|  | Herausgeber – Kommentator | Titel                         | Verlag – Ort | Jahr               |
|  | ------------------------- | ----------------------------- | ------------ | ------------------ |
|  |                           | Pharmacopoea Hannoverana nova | Hannover     | 1833 (Digitalisat) |

### Köln
|  | Herausgeber – Kommentator | Titel                                        | Verlag – Ort     | Jahr               |
|  | ------------------------- | -------------------------------------------- | ---------------- | ------------------ |
|  | Petrus Holtzius           | Pharmacopoea sive Dispensatorium Coloniensis | Birckmann – Köln | 1627 (Digitalisat) |

### Leiden
|  | Herausgeber – Kommentator | Titel                                                                     | Verlag – Ort             | Jahr               |
|  | ------------------------- | ------------------------------------------------------------------------- | ------------------------ | ------------------ |
|  |                           | Pharmacopoea Leidensis, amplissimorum magistratuum auctoritate instaurata | Samuel Luchtman – Leiden | 1718 (Digitalisat) |

### Lille
|  | Herausgeber – Kommentator | Titel | Verlag – Ort            | Jahr               |
|  | ------------------------- | --- | ----------------------- | ------------------ |
|  |                           | Pharmacopœia Lillensis, jussu Senatus edita, optima quaeque pharmaca à Medicis ejusdem Urbis selecta et usitata continens, in officinis publicis habenda | Simon Le Francq – Lille | 1640 (Digitalisat) |
|  |                           | Pharmacopoea jussu senatus Insulensis | J. B. Henry – Lille     | 1772 (Digitalisat) |

### London
|  | Herausgeber – Kommentator        | Titel | Verlag – Ort                      | Jahr |
|  | -------------------------------- | --- | --------------------------------- | --- |
|  |                                  | |                                   | 1618 |
|  |                                  | Pharmacopoeia Londinensis Collegarum | London                            | 1662 |
|  |                                  | Pharmacopoeia Collegii Regalis Londini | J. Wright & Ric. Chiswel – London | 1677 (Digitalisat) |
|  |                                  | Pharmacopoeia Collegii Londinensis, in qua, tanquam in Compendio, selectissimae Compositiones tum ex Pharmacopoeia Augustana, tum ex aliis probatissimis Auctoribus pharmaceuticis, summon judicio collectae visuntur …                                                                                          | Henrich Christoph Croker – Jena   | 1701 (Digitalisat) |
|  |                                  | Pharmacopoeia Collegii Regalis Medicorum Londinensis | Longman – London                  | 1747 (Digitalisat) |
|  |                                  | Pharmacopoeia Collegii Regalis Medicorum Londinensis | London                            | 1836 (Digitalisat) |
|  | Anthony Todd Thomson (1778–1849) | The London dispensatory. Containing I. The elements of Pharmacy. II. The botanical description, natural history, chymical analysis, and medical properties, of the substances of the materia medica. III. The pharmaceutical preparations and compositions of the Pharmacopeeias of London, Edinburgh and Dublin | Longman – London                  | 1811 (1. Ausgabe Digitalisat); 1818 (2. Ausg. Digitalisat); 1822 (3. Ausg. Digitalisat); 1826 (4. Ausg. Digitalisat); 1830 (5. Ausg. Digitalisat); 1833 (7. Ausg. Digitalisat); 1836 (8. Ausg. Digitalisat); 1837 (9. Ausg. Digitalisat); 1852 (11. Ausg. Digitalisat) |

### Lyon
|  | Herausgeber – Kommentator | Titel | Verlag – Ort    | Jahr               |
|  | ------------------------- | --- | --------------- | ------------------ |
|  | Lazare Meyssonnier        | La Pharmacopée accomplie. Par un grand nombre de sections et de compositions usitées à present, qui manquent & ne se trouvent point en celle de MM. de Bauderon, avec des paraphrases curieuses sur chascune, & le melange en françois … | Huguetan – Lyon | 1657 (Digitalisat) |

### Oldenburg
|  | Herausgeber – Kommentator | Titel                                               | Verlag – Ort              | Jahr               |
|  | ------------------------- | --------------------------------------------------- | ------------------------- | ------------------ |
|  |                           | Pharmacopoea Oldenburgica. Cum Gratia et Privilegio | J. P. Schulze – Oldenburg | 1801 (Digitalisat) |

### Paris
|  | Herausgeber – Kommentator      | Titel | Verlag – Ort                | Jahr               |
|  | ------------------------------ | --- | --------------------------- | ------------------ |
|  | P. Harduin de Saint-Jacques    | Codex medicamentarius, seu Pharmacopoea Parisiensis, ex mandato facultatis medicinae Parisiensis in lucem edita. M.P. Harduino de S. Jacques, decano | O. de Varennes – Paris      | 1639 (Digitalisat) |
|  | Jean-Baptiste-Thomas Martinenq | Codex medicamentarius, seu pharmacopoea parisiensis, ex mandato Facultate medicinae parisiensis                                                      | Guillelmum Cavelier – Paris | 1748 (Digitalisat) |

### Straßburg
|  | Herausgeber – Kommentator | Titel | Verlag – Ort                      | Jahr               |
|  | ------------------------- | --- | --------------------------------- | ------------------ |
|  |                           | Pharmacopoeia Argentoratensis, Incl. Senatus Jussu Publ. a Collegio Medico Adornata | Joh. Reinh. Dulsecker – Straßburg | 1725 (Digitalisat) |
|  |                           | Pharmacopoeia Argentoratensis Inclyti Magistratus Jussu. Revisa et ad usum hodiernum accommodate a Collegio Medico | Joh. Gottfried Bauer – Straßburg  | 1757 (Digitalisat) |
|  |                           | Manuel comparatif des Substances et Préparations pharmaceutiques de la Pharmacopée Germanique, du Codex, du Formulaire des Hospices civils de Strasbourg, etc. A l’usage des Pharmaciens et des Médecins d’Alsace-Lorraine. Publiépar une Société des Pharmaciens de Strasbourg et rédigé par une Commission … | J.H.E. Heitz – Straßburg          | 1872 (Digitalisat) |
|  | E. Strohl                 | Examen médical comparatif de la Pharmacopée Germanique et du Codex Français | J. H. E. Heitz – Straßburg        | 1872 (Digitalisat) |

## Pharmacopoe nach Ländern und Staaten

### Baden
|  | Herausgeber – Kommentator | Titel                                                                   | Verlag – Ort                 | Jahr               |
|  | ------------------------- | ----------------------------------------------------------------------- | ---------------------------- | ------------------ |
|  |                           | Pharmacopoea Badensis                                                   | Chr. Fr. Winter – Heidelberg | 1841 (Digitalisat) |
|  | E. A. Emil Riegel         | Pharmacopoea medicaminum, quae in Pharmacopoea Badensi non recepta sunt | Theophil Braun – Karlsruhe   | 1854 (Digitalisat) |

### Bayern
|  | Herausgeber – Kommentator | Titel | Verlag – Ort                     | Jahr |
|  | ------------------------- | --- | -------------------------------- | --- |
|  |                           | Pharmacopoea Bavarica, Jussu Regio edita                                                                                | Joseph Lindauer – München        | 1822 (Digitalisat) |
|  |                           | Bayerische Pharmacopoe, auf Königlichen Befehl herausgegeben. Aus dem Lateinischen übersetzt                            | Joseph Lindauer – München        | 1823 (Digitalisat) |
|  | Aloys Sterler             | Baierische Pharmacopoe. Auf Königlichen Befehl herausgegeben. Übersetzt und mit Anmerkungen begleitet von Aloys Sterler | Ignatius Josef Lentner – München | 1822 , Band I (Digitalisat), Band II (Digitalisat), Commentar (Digitalisat), Commentar. Naturhistorischer Teil (Digitalisat), Des Commentars zweite oder technische Abteilung (Digitalisat). Zweite verbesserte und vermehrte Auflage. 1831 (Digitalisat) |
|  |                           | Pharmakopoe für das Königreich Bayern. Neue Bearbeitung. Auf Königlichen Befehl herausgegeben                           | Johann Palm – München            | 1856 (Digitalisat) |
|  |                           | |                                  | Zweite Auflage 1859 (Digitalisat) |

### Belgien
|  | Herausgeber – Kommentator | Titel                      | Verlag – Ort | Jahr               |
|  | ------------------------- | -------------------------- | ------------ | ------------------ |
|  |                           | Pharmacopoea Belgica Nova. | Brüssel      | 1854 (Digitalisat) |

### Britannien
|  | Herausgeber – Kommentator | Titel | Verlag – Ort          | Jahr               |
|  | ------------------------- | --- | --------------------- | ------------------ |
|  |                           | British Pharmacopoeia published under the direction of the General Council of Medical Education and Registration of the United Kingdom. Persuant to the Medical Act, 1858 | Spottiswoode – London | 1867 (Digitalisat) |

### Dänemark
|  | Herausgeber – Kommentator | Titel                                                                                                   | Verlag – Ort          | Jahr               |
|  | ------------------------- | --- | --------------------- | ------------------ |
|  |                           | Pharmacopoea Danica. Regia autoritate a Collegio Medico Hauniensi conscripta                            | Frankfurt und Leipzig | 1786 (Digitalisat) |
|  |                           | Pharmacopoea Danica, Regia Autoritate a Collegio Sanitatis Regio Medico-Chirurgico Hafniensi Conscripta | Kopenhagen            | 1805 (Digitalisat) |
|  |                           | Pharmacopoea Danica.                                                                                    | Kopenhagen            | 1907 (Digitalisat) |

### Deutsches Reich
|  | Herausgeber – Kommentator | Titel                                                                                    | Verlag – Ort             | Jahr                                                                             |
|  | ------------------------- | ---------------------------------------------------------------------------------------- | ------------------------ | -------------------------------------------------------------------------------- |
|  |                           | Pharmacopoea Germanica                                                                   | R. von Decker – Berlin   | 1872 archive.org                                                                 |
|  | Hermann Hager             | Commentar zur Pharmacopoea Germanica                                                     | Julius Springer – Berlin | Band I (1873)(Digitalisat) Band II (1874)(Digitalisat)                           |
|  |                           | Arzneibuch für das Deutsche Reich. Dritte Ausgabe. (Pharmacopoea Germanica, editio III.) | R. von Decker – Berlin   | 1890 (Digitalisat)                                                               |
|  | Hermann Hager             | Kommentar … herausgegeben von H. Hager, B. Fischer und H. Hartwich                       | Julius Springer – Berlin | Band I 1891 (Digitalisat) Band II 1892 (Digitalisat) Nachtrag 1895 (Digitalisat) |

### Finnland
|  | Herausgeber – Kommentator | Titel                                                                      | Verlag – Ort        | Jahr               |
|  | ------------------------- | -------------------------------------------------------------------------- | ------------------- | ------------------ |
|  |                           | Pharmacopoea Fennica. Cum gratia & privilegio Sacrae Imperialis Majestatis | F. A. Meyer – Turku | 1819 (Digitalisat) |

### Frankreich
|  | Herausgeber – Kommentator | Titel                                                                          | Verlag – Ort         | Jahr                      |
|  | ------------------------- | ------------------------------------------------------------------------------ | -------------------- | ------------------------- |
|  |                           | Code des médicaments ou Pharmacopée française                                  | Hacquart – Paris     | (1818) 1819 (Digitalisat) |
|  |                           | Codex, pharmacopée française                                                   | Bechet Jeune - Paris | 1837 (Digitalisat)        |
|  |                           | Codex medicamentarius. Pharmacopée française rédigée par ordre du gouvernement | Baillière - Paris    | 1866 (Digitalisat)        |
|  |                           | Codex medicamentarius. Pharmacopée française rédigée par ordre du gouvernement | Masson – Paris       | 1884 (Digitalisat)        |

### Japan
|  | Herausgeber – Kommentator | Titel                                 | Verlag – Ort | Jahr               |
|  | ------------------------- | ------------------------------------- | ------------ | ------------------ |
|  |                           | Pharmacopoea Japonica. Editio altera. | Tokio        | 1891 (Digitalisat) |

### Niederlande
|  | Herausgeber – Kommentator | Titel                   | Verlag – Ort | Jahr               |
|  | ------------------------- | ----------------------- | ------------ | ------------------ |
|  |                           | Nederlandsche Apotheek. | Gravenhage   | 1826 (Digitalisat) |

### Norwegen
|  | Herausgeber – Kommentator | Titel                                           | Verlag – Ort   | Jahr               |
|  | ------------------------- | ----------------------------------------------- | -------------- | ------------------ |
|  |                           | Pharmacopoea Norvegica. Regia auctoritate edita | Brögger – Oslo | 1854 (Digitalisat) |

### Österreich
|  | Herausgeber – Kommentator | Titel                                                                              | Verlag – Ort                       | Jahr               |
|  | ------------------------- | ---------------------------------------------------------------------------------- | ---------------------------------- | ------------------ |
|  |                           | Pharmacopoea Austriaco-Provincialis emendate. Ad Mandatum S.C.R. Apost. Majestatis | Christian Friedrich Wappler – Wien | 1794 (Digitalisat) |
|  |                           | Pharmacopoea Austriaca                                                             | Kupfer und Wimmer – Wien           | 1812 (Digitalisat) |
|  |                           | Pharmacopoea Austriaca. Editio tertia, emendata                                    | Carl Gerold – Wien                 | 1820 (Digitalisat) |
|  |                           | Pharmacopoea Austriaca. Editio quarta                                              | Wien                               | 1836 (Digitalisat) |
|  |                           | Pharmacopoea Austriaca. Editio sexta                                               | Wien                               | 1869 (Digitalisat) |

### Preußen
|  | Herausgeber – Kommentator | Titel | Verlag – Ort                    | Jahr |
|  | ------------------------- | --- | ------------------------------- | --- |
|  |                           | Pharmacopoea Borussica. Cum Gratia et Privilegio Sacrae Regiae Majestatis                                                                                | Georg Decker – Berlin           | 1799 (Digitalisat)(Digitalisat BSB) |
|  | Carl Wilhelm Juch         | Pharmacopoea Borussica oder Preußische Pharmakopoe. Aus dem Lateinischen übersetzt, und mit Anmerkungen und Zusätzen begleitet von Dr. Carl Wilhelm Juch | Stein – Nürnberg                | Pharmacopoea Borussica. ... 1805 (Digitalisat) (Digitalisat BSB) Jakob Konrad Flachsland. Apotheker-Taxe zur neu eingeführten Preussischen Pharmacopoe. Karlsruhe 1809 (Digitalisat) Pharmacopoea Borussica. ... Dritte umgearbeitete Auflage. 1817 (Digitalisat)(Digitalisat BSB) Pharmacopoea Borussica. ... Vierte, völlig umgearbeitete Auflage von W. Raab mit einer Vorrede von Johann Andreas Buchner. 1830 (Digitalisat)(Digitalisat BSB) |
|  | Friedrich Philipp Dulk    | Pharmacopoea Borussica. 1: Einfache Mittel | Leopold Voß – Leipzig           | 1828 (Digitalisat) |
|  |                           | Pharmacopoea Borussica. 2: Bereitete und zusammengesetzte Mittel                                                                                         | Leopold Voß – Leipzig           | 1829 (Digitalisat) |
|  |                           | Pharmacopoea Borussica. 3: Anhang zur preußischen Pharmakopoee                                                                                           | Leopold Voß – Leipzig           | 1830 (Digitalisat) |
|  | Friedrich Mohr            | Commentar zur Preussischen Pharmakopoe : nebst Übersetzung des Textes …                                                                                  | Friedrich Vieweg – Braunschweig | Nach der sechsten Auflage der Pharmakcopoea borussica. Band I 1848 (Digitalisat), Band II 1849 (Digitalisat) |
|  |                           | |                                 | 1865 Nach der siebten Auflage der Pharmakcopoea borussica. Dritte Auflage in einem Band. Friedrich Vieweg, Braunschweig archive.org |

### Russland
|  | Herausgeber – Kommentator | Titel                | Verlag – Ort | Jahr               |
|  | ------------------------- | -------------------- | ------------ | ------------------ |
|  |                           | Pharmacopoea Rossica | Petersburg   | 1778 (Digitalisat) |

### Schweden
|  | Herausgeber – Kommentator | Titel                                                                                  | Verlag – Ort                       | Jahr                                  |
|  | ------------------------- | -------------------------------------------------------------------------------------- | ---------------------------------- | ------------------------------------- |
|  |                           | Pharmacopoea Svecica. Ad Exemplar Holmiense a. MDCCLXXV. Recusa                        | David Iversen – Leipzig und Altona | 1776 (Digitalisat)                    |
|  |                           | Pharmacopoea Svecica. Editio altera emendate. Cum Gratia & Privilegio S. R. Majestatis | Stockholm                          | 1779 (Digitalisat) 1784 (Digitalisat) |

### Schweiz
|  | Herausgeber – Kommentator | Titel                                                                   | Verlag – Ort            | Jahr               |
|  | ------------------------- | ----------------------------------------------------------------------- | ----------------------- | ------------------ |
|  |                           | Pharmacopoea Helvetica                                                  | Joh. Rod. Imhof – Basel | 1771 (Digitalisat) |
|  |                           | Pharmacopoea Helvetica. Editio Tertia. Deutsche Ausgabe                 | Orell Füssli – Zürich   | 1893 (Digitalisat) |
|  |                           | Carl Dünnenberger: Commentar zur Pharmacopoea Helvetica. Editio tertia. | Orell Füssli - Zürich   | 1896 (Digitalisat) |

### Schleswig-Holstein
|  | Herausgeber – Kommentator | Titel | Verlag – Ort | Jahr               |
|  | ------------------------- | --- | ------------ | ------------------ |
|  | C. H. Pfaff (Herausgeber) | Pharmacopoea Slesvico-Holsatica, regia auctoritate et sub auspiciis Collegii Regii Sanitatis Slesvico-Holsatici | Kiel         | 1831 (Digitalisat) |

### USA
|  | Herausgeber – Kommentator | Titel | Verlag – Ort                         | Jahr               |
|  | ------------------------- | --- | ------------------------------------ | ------------------ |
|  |                           | The American Dispensatory. | Philadelphia                         | 1806 (Digitalisat) |
|  |                           | The American Dispensatory. 2. Ausgabe | Philadelphia                         | 1810 (Digitalisat) |
|  |                           | The Dispensatory of the United States of America. 3. Ausgabe | Philadelphia                         | 1836 (Digitalisat) |
|  |                           | The Pharmacopoeia of the United States of America. By authority of the National Medical Convention. Held at Washington, A. D. 1830                                                  | John Grigg – Philadelphia            | 1831 archive.org   |
|  |                           | The Pharmacopoeia of the United States of America. By authority of the National Medical Convention. Held at Washington, A. D. 1850                                                  | J. B. Lippincott & Co – Philadelphia | 1851 archive.org   |
|  |                           | The Pharmacopoeia of the United States of America. Fourth decennial revision. By authority of the National Convention for revising the Pharmacopeia. Held at Washington, A. D. 1860 | J. B. Lippincott & Co – Philadelphia | 1864 archive.org   |
|  |                           | The Pharmacopoeia of the United States of America. Fifth decennial revision. By authority of the National Convention for revising the Pharmacopeia. Held at Washington, A. D. 1870  | J. B. Lippincott & Co – Philadelphia | 1876 archive.org   |

### Württemberg
|  | Herausgeber – Kommentator | Titel | Verlag – Ort                        | Jahr                                          |
|  | ------------------------- | --- | ----------------------------------- | --------------------------------------------- |
|  |                           | Pharmacopoea Wirtenbergica : In Duas Partes Divisa, Quarum Prior, Materiam Medicam, Historico-Physico-Medice Descriptam, Posterior Composita Et Praeparata, Modum Praeparandi Et Encheireses, Exhibet ; … Adnornata, Et Pharmacopoeis Wirtenbergicis In Normam Praescripta | Johann Christoph Erhard – Stuttgart | (1741), (1754), (1760),(1771), (1786), (1798) |
|  |                           | Pharmacopoea Wirtenbergica : In Duas Partes Divisa, Quarum Prior Materiam Medicam Historico-Physico-Medice Descriptam, Posterior Composita Et Praeparata, Modum Praeparandi Et Encheireses Exhibet ; Jussu Serenissimi Domini Ducis Adornata Et Pharmacopoeis Wirtenbergicis In Normam Praescripta ; Accedunt Syllabus Medicamentrum Compositorum In Classes Divisus Et Indices Necessarii | Julius Henricus Pott – Lausanne     | (1785)                                        |

## Pharmacopoe zur Spagyrik – Alchemie – Paracelsus
|                 | Herausgeber – Kommentator                                        | Titel | Verlag – Ort                              | Jahr |
| --------------- | ---------------------------------------------------------------- | --- | ----------------------------------------- | --- |
| Joseph Duchesne |                                                                  | |                                           | |
|                 | Joseph Duchesne                                                  | Pharmacopoea dogmaticorum restituta, pretiosis selectisque hermeticorum floribus abunde illustrata, auctore Ios. Quercetano cons. et medico regio | Claudius Morellus – Paris                 | 1607 (Digitalisat) |
|                 |                                                                  | La pharmacopée des dogmatiques réformée | H. de la Garde – Lyon                     | 1648 (Digitalisat) |
|                 | Joseph Duchesne und Johann Schröder                              | Quercetanus redivivus, hoc est, ars medica dogmatico-hermetica : ex scriptis Iosephi Quercetani, Chymiatri celeberrimi, Consiliarii ac Medici olim Regii, tomis tribus digesta: Quorum I. Ars medica medicatrix II. Ars medica auxiliatrix III. Ars medica practica | Beyer – Frankfurt                         | 1648 Band I (Digitalisat), Band II (Digitalisat), Band III (Digitalisat); 1679, Band I (Digitalisat), Band II (Digitalisat), Band III (Digitalisat) |
|                 |                                                                  | |                                           | |
| Moyse Charas    |                                                                  | |                                           | |
|                 | Moyse Charas                                                     | Pharmacopoe royale galénique et chymique | Paris                                     | 1676 (Digitalisat), 3. Ausgabe 1681 (Digitalisat)                                                                                                   |
|                 |                                                                  | Pharmacopoea Regia Galenica et Chimica, Gallice ab authore conscripta, jam vero Latinate donata | Johann Ludwig Dufour – Genf               | 1683, Band I (Digitalisat), Band II (Digitalisat)                                                                                                   |
|                 |                                                                  | |                                           | |
| Johann Schröder |                                                                  | |                                           | |
|                 | Johann Schröder                                                  | Pharmacopoeia medico-chymica, sive thesaurus pharmacologicus, quo composita quaeque celebriora; hinc mineralia, vegetabilia & animalia chymico-medice describuntur, atque insuper principia physicae Hermetico-Hippocraticae candide exhibentur … | Joh. Görlin – Ulm                         | 1641, 2. Auflage 1644 (Digitalisat), 3. Auflage 1649 (Digitalisat), 5. Auflage 1662 (Digitalisat), 6. Auflage 1669 (Digitalisat)                    |
|                 |                                                                  | … Editio ultima, prioribus multo correctior, tribus linguis Gallica, Anglica, & Belgica, totidemque Indicibus aucta … | Felix Lopez – Leiden                      | 1672 (Digitalisat) |
|                 | Johann Schröder, Friedrich Hoffmann und Johann Ulrich Müller     | Johann Schröders trefflich versehene medicin-chymische Apotheke : oder: höchstkostbarer Arzeney-Schatz, darinnen so wol einfache / als aus vielen Stücken bestehende / bewährtest | Nürnberg                                  | 1685 (Digitalisat) |
|                 | Johann Schröder, Friedrich Hoffmann und Georg D. Koschwitz       | Vollständige und Nutzreiche Apotheke : Das ist: D. Johannis Schroederi treflich-versehener Medicin- Chymischer höchstkostbahrer Artzney-Schatz nebst D. Friderici Hoffmanni darüber verfassete herrliche Anmerckungen als eine Grund-Feste beybehalten: So nun aber Wider alle den Menschlichen Leib anfeindende Kranckheiten aus denen itziger Zeit Fürtrefflichen und Berühmtesten Medicorum und anderer Gelahrtesten Männer / als Baconis, Boneti, Boylen, Cartesii, Charas, Crollii, Dygbi, Ettmülleri, Hartmanni, Helmonti, Junckii, Michaelis, Rollfinckii, Sylvii, Willisii, Wedelii, und anderen in den Vernunfft-Gründen befestigten und Weit-kündigen Schrifften / Wie auch aus denen vornehmsten Pharmacopoeis, so irgend ihren Ruhm haben / genauestens zusammen getragen und vermehret worden. Darinnen so wohl die Einfachen Stücke der Metallen und Mineralien sampt ihren Curieusen Bereitungen … wie auch Pflantzen und Kräuter mit ihren Abbildungen, in 45. Tabellen bestehen gleichfalls die Thiere, und dero Theile, best derselben Tugenden, Nutzen und Gebrauch, über dieses auch andere … Hülffs-Mittel, so wohl nach der Galenischen als Chymischen Art bereitet, Dadurch der Einfältige Mann im Nothfall sich selbsten rathen kan, überflüssig zu finden ; Wobey den Anfängern der Edlen Artzney-Kunst ein Project von allerhand dienlichen Oefen, und sonst zur Chymie nöthigen Instrumente in Kupffern beygefüget | Johann Hoffmann – Nürnberg                | 1693 (Digitalisat), 1709 (Digitalisat), 1718 (Digitalisat)                                                                                          |
|                 | Johann Schröder übersetzt und kommentiert durch Michel Ettmuller | La pharmacopée raisonnée de Schroder, commentée par Michel Ettmuller | T. Amaulry – Lyon                         | 1698 Band I (Digitalisat) Band II (Digitalisat) |
|                 |                                                                  | Johann Schröders Pharmacopoeia universalis … nebst Friedrich Hoffmanns darüber verfassten herrlichen Anmerckungen … | Johann Stein und Gabriel Raspe – Nürnberg | 1746 (Digitalisat), 1748 Teil III (Digitalisat) |